# فيبرونيل
فيبرونيل (بالإنجليزية: Fipronil)‏ هو مبيد حشري واسع الطيف ينتمي إلى عائلة فينيل بيرازول الكيميائية. يعمل على تعطيل الجهاز العصبي المركزي للحشرات مما يسبب فرط استثارة أعصاب وعضلات الحشرات الملوثة. 
نظرًا لفعاليته على مختلف الآفات، يتم استخدام الفبرونيل كعنصر نشط في منتجات مكافحة البراغيث للحيوانات الأليفة ومصائد الصراصير المنزلية وكذلك مكافحة الآفات الميدانية للذرة وملاعب الجولف والعشب التجاري. إن استخدامه على نطاق واسع يجعل آثاره المحددة موضع اهتمام كبير. وهذا يشمل الملاحظات المستمرة حول الضرر المحتمل غير المستهدف للإنسان أو النظم البيئية وكذلك مراقبة تطور المقاومة. 

## التأثيرات

### تلوث مياه الشرب
وضعت وكالة حماية البيئة الأمريكية فيبرونيل على المسودة الخامسة للقائمة المرشحة للملوثات (CCL 5) في عام 2001 بموجب قانون مياه الشرب الآمنة. 

### الكشف في سوائل الجسم
يمكن قياس كمية الفبرونيل في البلازما عن طريق كروماتوجرافيا الغاز - مطياف الكتلة أو الكروماتوغرافيا السائلة - مطياف الكتلة لتأكيد تشخيص التسمم في المرضى في المستشفى أو لتقديم دليل في تحقيق الوفاة الطبية. 

## روابط خارجية
- صحيفة وقائع فيبرونيل - المركز الوطني لمعلومات المبيدات
- Fipronil